# Sevillana (cuisine)
 (signalé en mai 2025).
Si vous disposez d'ouvrages ou d'articles de référence ou si vous connaissez des sites web de qualité traitant du thème abordé ici, merci de compléter l'article en donnant les références utiles à sa vérifiabilité et en les liant à la section « Notes et références ».
- Archive Wikiwix
- Bing
- Cairn
- DuckDuckGo
- E. Universalis
- Gallica
- Google
- G. Books
- G. News
- G. Scholar
- Persée
- Qwant
- (zh) Baidu
- (ru) Yandex
- (wd) trouver des œuvres sur Wikidata

Pour les articles homonymes, voir Sévillane.
La sevillana est une crème pâtissière.
Elle semble assez ancienne, sans que son âge puisse être clairement établi. Elle est prisée depuis longtemps en Colombie. Elle constitue un élément du folklore et du patrimoine culinaire de la région de Huila[réf. nécessaire].
Elle est composée d'un mélange de lait, d'œufs, de farine et de sucre, avec un zeste de citron et de la cannelle[réf. nécessaire]. En ajoutant du lait, cette crème devient une boisson.